# Steven Pasquale
Steven J. Pasquale (Hershey, Pensilvania; 18 de noviembre de 1976) es un actor estadounidense, más conocido por haber interpretado a Sean Garrity en la serie Rescue Me.

## Biografía
En 1997 tuvo una hija, Maddie Pasquale, fruto de una relación anterior.
En 2005 comenzó a salir con la actriz Laura Benanti. La pareja se casó el 16 de septiembre de 2007. El 8 de julio de 2013 anunciaron que se habían separado y finalmente se divorciaron ese mismo año. El 24 de septiembre de 2017, Pasquale contrajo matrimonio con la actriz Phillipa Soo.

## Carrera
Apareció en el concierto "The Secret Garden" de Joey DiPaolo para la fundación AIDS, junto a Michael Arden, Jaclyn Nedenthal, Will Chase, Max von Essen y Laura Benanti.
En el 2001 apareció como invitado en la serie Six Feet Under donde interpretó a Kurt, el interés romántico de David Fisher (Michael C. Hall).
En el 2004 se unió al elenco principal de la primera temporada de la serie Rescue Me donde interpretó al bombero del FDNY Sean Leslie Garrity, hasta el final de la serie en el 2011 durante su séptima temporada.
En el 2007 se unió al elenco de la película Aliens vs. Predator: Requiem donde dio vida al exconvicto Dallas Howard, el hermano mayor de Ricky Howard (Johnny Lewis).
En abril del 2009 el sello discográfico "PS Classics" lanzó su primer álbum Somethin' Like Love, un álbum de jazz producido por Jessica Molaskey y John Pizzarelli.
En el 2012 interpretó a al doctor Mark Bellows, el residente en jefe de cirugía en el "Peach Tree Memorial Hospital" en la miniserie Coma. Ese mismo año apareció en la serie Up All Night donde dio vida a Luke Granby, el nuevo jefe del show "Ava".
En el 2013 se unió al elenco principal de la serie Do No Harm donde interpretó al respetado doctor Jason Cole, un exitoso neurocirujano que tiene un secreto: cada noche se transforma en una personalidad alternativa y malvada llamada Ian Price. La serie fue cancelada ese mismo año tras finalizar la primera temporada debido al bajo rating.
En el 2014 se unió al elenco recurrente de la sexta temporada del drama legal The Good Wife donde interpretó a Jonathan "Johnny" Elfman, el jefe de campaña de Alicia Florrick (Julianna Margulies).
En el 2015 se unió al elenco secundario de la serie Bloodline donde da vida a Alec Wolos, el cliente y amante de cliente de la abogada Meg Rayburn (Linda Cardellini), hasta ahora.
En agosto del mismo año se anunció que Steven se había unido al piloto de la nueva serie Doubt donde dará vida al cirujano pediátrico Billy.

## Filmografía

### Series de televisión
| Año           | Título               | Personaje                  | Notas                               |
| ------------- | -------------------- | -------------------------- | ----------------------------------- |
| 2017          | Doubt                | Billy                      | -                                   |
| 2015-presente | Bloodline            | Alec Wolos                 | 6 episodios                         |
| 2016          | American Crime Story | Mark Fuhrman               | -                                   |
| 2015          | Almost There         | Cooper                     | Episodio: "Pilot"                   |
| 2014-2015     | The Good Wife        | Johnny Elfman              | 13 episodios                        |
| 2014          | White Collar         | Conrad Worth               | Episodio: "Taking Stock"            |
| 2013          | Do No Harm           | Dr. Jason Cole / Ian Price | 13 episodios                        |
| 2013          | Over/Under           | Paul Keller                | -                                   |
| 2012          | Coma                 | Dr. Mark Bellows           | 2 episodios-miniserie               |
| 2012          | Up All Night         | Luke Granby                | 4 episodios                         |
| 2011          | Submissions Only     | Reed Rozelle               | Episodio: "The Miller/Hennigan Act" |
| 2011          | The Playboy Club     | Joven Hef                  | Episodio: "Pilot"                   |
| 2004-2011     | Rescue Me            | Sean Garrity               | 93 episodios                        |
| 2010          | Marry Me             | Luke Maynard               | 2 episodios-miniserie               |
| 2008          | Rescue Me Minisodes  | Sean Garrity               | Episodio: "Pilot"                   |
| 2003          | Platinum             | David Ross                 | Episodio: "Love"                    |
| 2001          | Six Feet Under       | Kurt                       | 2 episodios                         |

### Películas
| Año  | Título                             | Personaje     | Notas |
| ---- | ---------------------------------- | ------------- | --- |
| 2007 | AVPR: Aliens vs Predator - Requiem | Dallas Howard | Junto a Reiko Aylesworth, John Ortiz, Johnny Lewis, Kristen Hager, Sam Trammell, Robert Joy y David Paetkau |

### Productor
| Año  | Título                 | Notas                                   |
| ---- | ---------------------- | --------------------------------------- |
| 2015 | Almost There           | Episodio: "Pilot" - productor ejecutivo |
| 2014 | And, We're Out of Time | co-productor ejecutivo                  |

### Teatro
| Año       | Obra                          | Personaje      | Director      | Teatro                    | Notas                                                               |
| --------- | ----------------------------- | -------------- | ------------- | ------------------------- | ------------------------------------------------------------------- |
| 2015      | Carousel                      | Billy          | -             | Lyric Opera Theatre       | Junto a Laura Osnes, Abigail Simon y Tony Roberts                   |
| 2013-2014 | The Bridges of Madison County | -              | -             | Gerald Schoenfeld Theatre | Junto a Elena Shaddow y Kelli O'Hara                                |
| 2013      | Far from Heaven               | Frank Whitaker | Michael Greif | -                         | Junto a Kelli O'Hara, Nancy Anderson, Marinda Anderson y J.B. Adams |
| 2009      | Reasons to Be Pretty          | -              | Terry Kinney  | Lyceum Theatre            | Junto a Marin Ireland, Piper Perabo y Thomas Sadoski                |
| 2005      | A Soldier's Story             | -              | -             | Second Stage Theatre      | -                                                                   |
| 2002      | A Man of No Importance        | Robbie Faye    | Joe Mantello  | Lincoln Center Theater    | Junto a Roger Rees, Ronn Carroll y Michael McCormick                |
| 1998      | Miss Saigon                   | Chris          | -             | -                         | -                                                                   |
| -         | West Side Story               | -              | -             | -                         | -                                                                   |
| -         | Spinning Into Butter          | -              | -             | -                         | -                                                                   |
| -         | The Wild Party                | -              | -             | -                         | -                                                                   |
| -         | The Spitfire Grill            | Joe Sutter     | -             | -                         | -                                                                   |
| -         | Beautiful Child               | -              | -             | -                         | -                                                                   |
| -         | The Light in the Piazza       | Fabrizio       | -             | -                         | -                                                                   |
| -         | Fat Pig                       | -              | -             | -                         | -                                                                   |